# Gross (Patrizierfamilie)

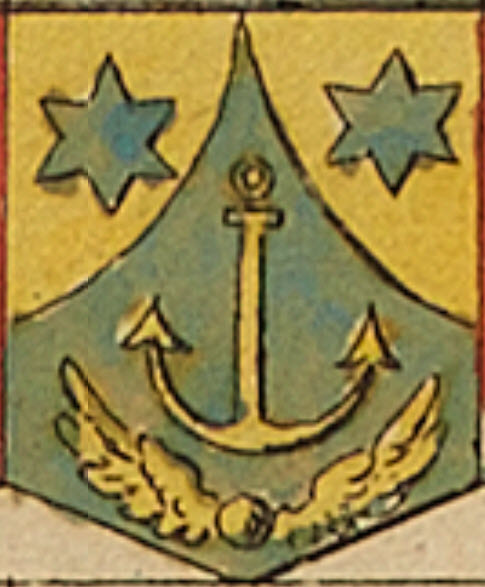
Wappen der Familie von Gross

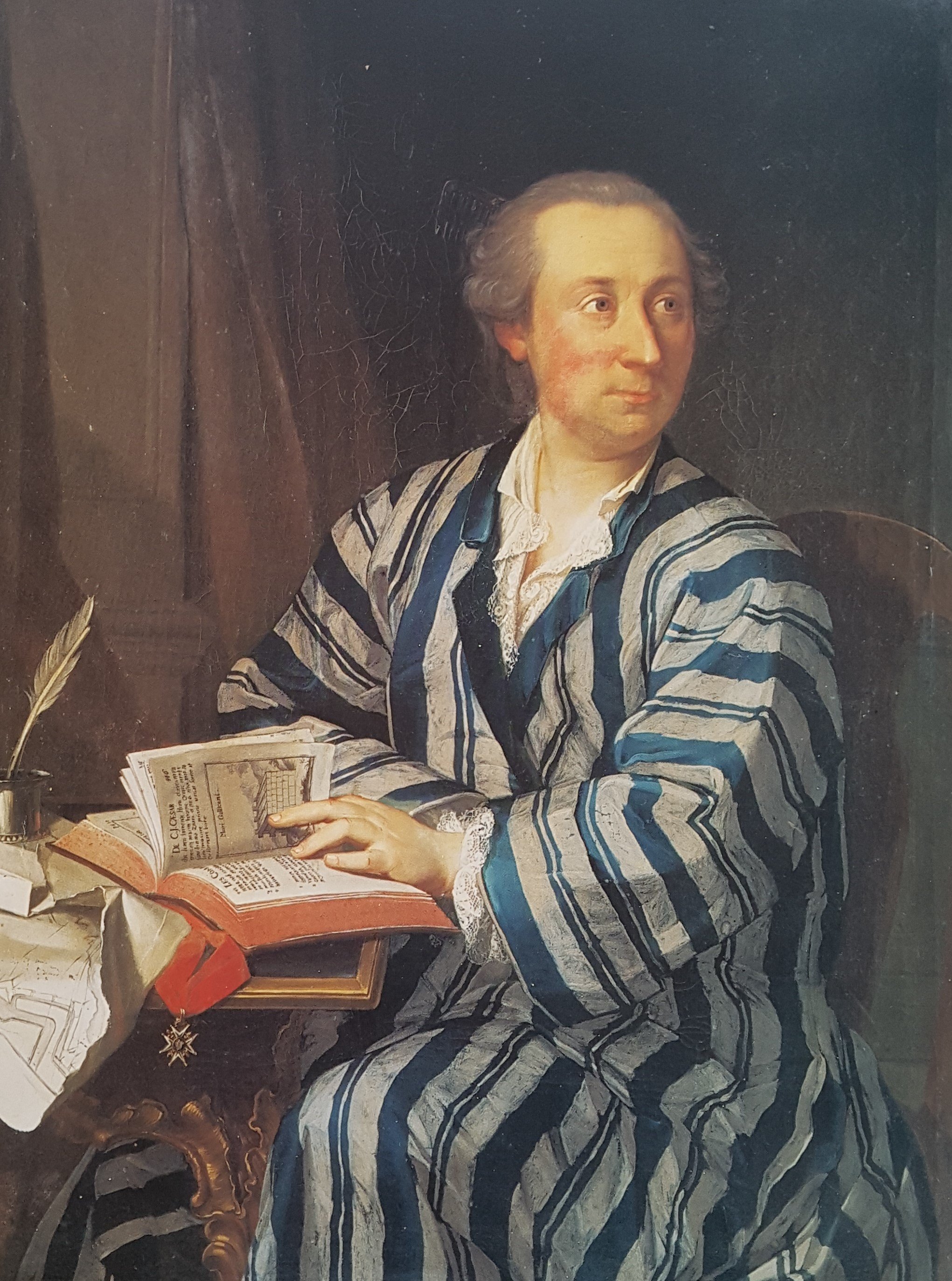
Samuel Isaak Emanuel Gross, Offizier der Schweizergarde in Paris (1755)

Die Familie von Gross ist eine  aus Zofingen stammende Berner Patrizierfamilie, welche seit 1637 das Burgerrecht der Stadt Bern besitzt und der Gesellschaft zu Pfistern angehört. Die Gross stellten viermal den Stadtschreiber von Bern und besassen zeitweise die Herrschaft Trévelin bei Aubonne und das Hubelgut in Habstetten. Die Berner Linie starb 1899 aus, allerdings kehrte die Weimarer Linie mit dem Juristen Ludwig Albert Gabriel von Gross (1914–2002) wieder nach Bern zurück.
Im Juni 2021 gelangten eine grössere Anzahl Porträts aus dem Familienzweig Weimar in Bern zur Auktion.

## Personen
- Gabriel Gross I. (1615–1683)[4], Unterschreiber 1642, Stadtschreiber 1656, Landvogt zu Aarburg 1679
- Gabriel Gross II. (1645–1693)[5], Unterschreiber, Mitglied des Grossen Rats 1673, Stadtschreiber 1679
- Hans Jakob Gross (1647–1717), Mitglied des Grossen Rats 1680, Obervogt zu Biberstein 1691, Schultheiss zu Unterseen 1708
- Gabriel Gross III. (1669–1738), Mitglied des Grossen Rats 1701, Unterschreiber 1701, Stadtschreiber 1710–1722, Landvogt zu Lausanne 1725, Herr zu Trévelin
- Emanuel Gross (1681–1742), Ingenieur, Mathematiker, Hauptmann in preussischen Diensten, Mitglied des Grossen Rats 1710, Oberstlieutenant bei Villmergen 1712, Landvogt zu Lugano 1714 und 1738, Landvogt zu Laupen 1721, Landvogt zu 1734, Landvogt zu Echallens 1740, Oberst in Diensten des Herzogs von Modena, Gubernator zu Mirandola 1742
- Gabriel Gross (1697–1745), Mitglied des Grossen Rats 1727, Unterschreiber 1736, Landvogt zu Interlaken 1738
- Karl Ludwig Gross (1701–1763)[6], Mitglied des Grossen Rats 1735, Unterschreiber 1736, Stadtschreiber 1749, Landvogt zu Romainmôtier 1756, Herr zu Trévelin 1738
- Sigmund Gross (1706–1762), Offizier in Holland, Oberst 1750, Mitglied des Grossen Rats 1755
- Elisäus Jakob Gross (1724–1783), Hauptmann in sardinischen Diensten 1761, Oberstlieutenant 1774, Mitglied des Grossen Rats 1764, Landvogt zu Thorberg 1781
- Samuel Isaak Emanuel Gross (1732–1763), Offizier der Schweizergarde in Paris, katholisch, Burger zu Freiburg 1742
- Carl von Gross (1745–1808), Recrueschreiber, Hofmeister von Königsfelden 1793, Herr zu Trévelin 1763 bis 1777
- Karl Rudolf Hermann von Gross (1824–1899), Offizier in Österreich, ultimus[7] der Berner Linie

Weimarer Zweig
- Franz Gabriel von Gross (1715–1785), Oberst im Berner Regiment von May in Holland 1772, Platzkommandant von Namur 1774, Generalmajor 1779, von Kaiser Joseph II. geadelt 1783, Stammvater eines freiherrlichen Zweiges in Weimar
- Albrecht David Gabriel von Gross (1757–1809), Militärschriftsteller und Direktor der Militärakademie in Weimar
- Ludwig von Groß (1793–1857), Kammerherr und Steuerrat in Weimar
- Rudolf Gabriel von Gross (1822–1907), Dr. iur., Kammerherr und Staatsminister von Sachsen–Weimar–Eisenach
- Siegfried Wilhelm Gabriel von Gross (1870–1955), Landrichter in Weimar